# Hierodula vitreoides
Hierodula vitreoides är en bönsyrseart som beskrevs av Giglio-tos 1912. Hierodula vitreoides ingår i släktet Hierodula och familjen Mantidae. Inga underarter finns listade i Catalogue of Life.